# Henry Abyngdon
Henry Abyngdon, né vers 1418, mort en 1497, était un chanteur et organiste anglais.

## Biographie
D'abord au service du duc de Gloucester, il occupe de 1447 à 1451 une fonction de chantre au collège d'Eton.  Il est, de 1455 à 1478, chef de chœur et enseigne son art à la maîtrise de la Chapelle royale d'Edward IV puis officie à la cathédrale de Wells. Thomas More fera son éloge bien après sa mort. Aucune de ses œuvres ne nous est parvenue.
Il est, en 1464 à Cambridge, le premier diplômé au monde en musique (Bachelor of Music).